# Васил Михайлов (МПО)
Вижте пояснителната страница за други личности с името Васил Михайлов.
Васил Димитров Михайлов е български духовник и общественик, деец на Македонската патриотична организация.

## Биография
Васил Михайлов е роден на 31 юли 1910 година в София, Царство България, в семейството на видния общественик Димитър Михайлов от Битоля. Васил завършва начално образование в София и прогимназия в Цариград, а след това и Духовната семинария и Богословския факултет на Софийския университет. Членува в Македонската младежка организация и студентското дружество „Вардар“, след което завършва Школата за запасни офицери.
През 1937 година се жени за Райна Попйосифова и същата година е ръкоположен за свещеник. През януари 1938 година е изпратен да служи в Новия свят, където става свещеник в македоно-българската църква „Св. Кирил и Методий“ в Торонто. Включва се в дейността на МПО „Победа“ и редовно участва като делегат на организационните конгреси. Развива радиопрограмата „Гласът на Македония“, която отразява дейността на МПО. Влиза в ЦК на организацията, но на XXXVII конгрес от 1958 година си подава оставката поради недостиг на време. На XXXXIV конгрес на МПО е избран за почетен член на ЦК.
Той е инициатор за съграждането на храма „Св. Георги“, където започва да служи и да подпомага новопристигналите македонски българи от старите земи. Създател е и на футболен отбор в Торонто. По-късно инициира създаването на новата българска църква „Света Троица“. Влиза в конфликт с Иван Михайлов и приближените му и се оттегля от активна обществена дейност. През 60-те години е сред свързаните с МПО свещеници, които отделят от Българската православна църква (БПЦ) част от енориите на Американската епархия във водената от Кирил Йончев Българска Толидска епархия, но в края на живота си е разочарован от Иван Михайлов и Кирил Йончев и веднага след смъртта му енорията „Света Троица“ взема решение да се върне в БПЦ.
Васил Михайлов умира на 16 август 1981 година в Торонто, тялото му е опято от руски свещеници в присъствието на представител от хърватската общност. На отец Николов и Борис Дрангов не е позволено да участват в процесията от близките на починалия.